# Freies Mandat
Freies Mandat bedeutet, dass abgeordnete Repräsentanten ihr Mandat ausüben, ohne an Weisungen oder Aufträge gebunden zu sein, insbesondere nicht an Aufträge ihrer Wähler, ihrer Partei oder ihrer Fraktion; In Deutschland sind sie „nur ihrem Gewissen unterworfen“, in der Schweiz müssen sie „ihre Interessenbindungen offen“ darlegen. In der Praxis unterliegen über Parteien gewählte Abgeordnete der Fraktionsdisziplin ihrer Partei, denn nur mit Unterstützung der Partei ist eine Wiederwahl wahrscheinlich.
Im Gegensatz hierzu steht das Imperative Mandat.

## Philosophische Grundlegung
Als geistiger Vater des freien Mandats gilt der konservative britische Politiker und Staatsphilosoph Edmund Burke, der in seiner Rede an die Wähler von Bristol (1774) erklärte:

„Euer Vertreter schuldet euch nicht nur seine Tatkraft, sondern auch seine Urteilskraft; und er verrät euch, anstatt euch zu dienen, wenn er seine Urteilskraft eurer Meinung opfert [...] Regierung und Gesetzgebung sind Angelegenheiten der Vernunft und der Urteilskraft, und nicht der Neigung, und welche Art von Vernunft ist es, in der die Festlegung der Diskussion vorausgeht, in der eine Gruppe von Menschen berät, und eine andere entscheidet, und wo diejenigen, die die Schlussfolgerungen ziehen, vielleicht dreihundert Meilen entfernt sind von jenen, die die Argumente hören. Eine Meinung zu äußern ist das Recht aller Menschen; die Meinung eines Wählers ist eine gewichtige und respektable Meinung, die ein Vertreter immer mit Freuden hören sollte und die er immer ernsthaft bedenken sollte. Aber maßgebliche Instruktionen, feste Mandate, denen das Parlamentsmitglied blind gehorchen muss, obwohl es der klaren Überzeugung seiner Urteilskraft und seines Gewissens widerspricht; so etwas ist den Gesetzen unseres Landes völlig unbekannt.“

Hintergrund dieser Rede war, dass Burke sich im Parlament für die Aufhebung der Penal Laws einsetzte, die unter anderem den Export irischer Waren beschränkten. In der englischen Handelsstadt Bristol lehnten die politisch und wirtschaftlich maßgeblichen Kreise eine stärkere Konkurrenz durch freien Handel mit Irland allerdings ab. Mit seiner Rede gab Burke seinen Wählern zu verstehen, dass er Wirtschaftswachstum und Wohlstand im gesamten Königreich für wichtiger ansah als Interessen der lokalen Wählerschaft.

## Freies Mandat und Abgeordnetenbestechung
Es besteht ein Spannungsfeld zwischen dem freien Mandat und dem Tatbestand der Abgeordnetenbestechung. Zur Freiheit des Mandats gehörte nach traditioneller Auffassung, dass die Motive für ein Abstimmungsverhalten keiner Kontrolle unterliegen dürften. Diese Auffassung hat sich im Zeitablauf gewandelt. Heute wird überwiegend die Auffassung vertreten, dass zur Vermeidung von Korruption das freie Mandat zurückzustehen habe. Nachdem das Misstrauensvotum gegen die Regierung Willy Brandt 1972 durch Abgeordnetenbestechung gescheitert war, gab sich der Deutsche Bundestag eine Ehrenordnung, in der Abgeordnetenbestechung untersagt wurde. Seit dem Jahr 1994 ist Abgeordnetenbestechung in Deutschland Straftatbestand nach § 108e StGB.

## Deutschland

### Bundestag
Das freie Mandat der Mitglieder des Deutschen Bundestages ist bundesverfassungsrechtlich durch Art. 38 Abs. 1 Satz 2 Grundgesetz (GG) verankert: „[Die Abgeordneten] sind Vertreter des ganzen Volkes, an Aufträge und Weisungen nicht gebunden und nur ihrem Gewissen unterworfen.“ Dies spricht den Abgeordneten des Bundestages von einer Bindung an Aufträge und Weisungen (etwa der eigenen Partei oder einer anderen Gruppe, zum Beispiel der Wähler in seinem Wahlkreis) bei seiner Entscheidungsfindung frei.
Der Abgeordnete ist bei der Entscheidungsfindung demnach nur seinem Gewissen unterworfen. Der im Zusammenhang mit den genannten Gesetzgebungsorganen oft diskutierte so genannte Fraktionszwang existiert also de jure nicht. Allerdings wird das freie Mandat in der Realität durch eine Fraktionsdisziplin eingeschränkt. Dies bedeutet, dass die bei fraktionsinternen Abstimmungen unterlegene Minderheit bei der Abstimmung im Parlament sich der fraktionsinternen Mehrheit beugt und ebenso wie diese abstimmt. Die in Art. 21 Abs. 1 Satz 3 GG festgeschriebene innerparteiliche Demokratie ermöglicht es außerdem der Partei, durch möglichen Ausschluss oder beispielsweise die Verweigerung der Wiederaufstellung des Abgeordneten Einfluss auf seine Entscheidungsfindung zu nehmen. Dieses Druckmittel rechtfertigen manche damit, dass dem Abgeordneten die Wahl meist nur durch die Partei – sei es im Wege der Aufstellung als Direktkandidat in einem Wahlkreis, sei es im Wege der Wahl auf eine Landesliste – ermöglicht wurde.

### Bundesrat
Im Bundesrat gibt es dagegen kein freies Mandat. Die Mitglieder des Bundesrates sind im Innenverhältnis an Weisungen ihrer Landesregierung gebunden.

### Versuche der Einschränkung des freien Mandates

#### Zahlungsverpflichtung beim Verlassen der Fraktion
Helmut Hass wurde zu einem Präzedenzfall für die Reichweite des freien Mandates von Abgeordneten. Die NPD ließ sich vor der Landtagswahl in Niedersachsen 1967 von allen Kandidaten einen Wechsel über 30.000 DM (in heutiger Kaufkraft 69.200 Euro) unterschreiben. Dieser „Sicherungswechsel“ sollte fällig werden, wenn der Abgeordnete aus der NPD-Landtagsfraktion ausscheidet. Nach dem Austritt von Hass aus der NPD-Fraktion leitete die NPD eine Zwangsvollstreckung ein; diese wurde vom Landgericht Braunschweig aber als sittenwidrig verworfen.

#### Rotationsprinzip
Die Vereinbarkeit des Rotationsprinzip der Grünen in den 1980er Jahren mit dem freien Mandat war umstritten.

## Österreich
Das freie Mandat der Mitglieder des Nationalrates und des Bundesrates ist durch Art. 56 Abs. 1 Bundes-Verfassungsgesetz (B-VG) verankert. Sie sind an keinen Auftrag gebunden. Das freie Mandat der Landtagsabgeordneten wird bundesverfassungsrechtlich aus dem Prinzip der parlamentarischen Demokratie abgeleitet und ist darüber hinaus in den meisten Landesverfassungen enthalten.

## Schweiz
In der Schweiz ist das freie Mandat der National- und Ständeräte durch die Verfassung gesichert. Das sogenannte „Instruktionsverbot“ des Art. 161 Abs. 1 der Bundesverfassung (BV) bestimmt, dass die Parlamentarier ohne Weisung stimmen. Das gilt auch für den Ständerat, dessen Mitglieder als vom Volk gewählte Vertreter ihrer Kantone (Art. 150 BV) nicht nach Weisung ihrer Kantonsregierung stimmen, anders als die Mitglieder des Deutschen Bundesrates, die an Weisungen ihrer Landesregierung gebunden sind. 